# Zemské hejtmanství Horní Podunají
Zemské hejtmanství Horní Podunají (německy Landeshauptmannschaft Oberdonau ) bylo v období od 13. března 1938 do 30. dubna 1939 správním útvarem existujícím zpočátku na území rakouské spolkové země Horní Rakousy, později i na malé části severního Štýrska a části jižních Čech. Metropolí byl hornorakouský Linec.

## Historický vývoj
Zemské hejtmanství Horní Podunají vzniklo 13. března 1938 bezprostředně po anšlusu Rakouska přeměnou a přejmenováním dosavadní spolkové země Horní Rakousy. I nadále se však v různých úředních dokumentech a zákonech používal alternativní termín "das ehemals österreichische Land Oberösterreich"  ("bývalá rakouská země Horní Rakousy"). Od 15. října 1938 byl na základě zákona „o územních změnách v zemi Rakousku“  k tomuto útvaru připojen do té doby štýrský soudní okres Bad Aussee a původně dolnorakouské katastrální území Hinterberg (do té doby součást obce Behamberg), které se stalo součástí města Steyr. Od 16. října 1938  pak tomuto útvaru administrativně podléhaly také části jižní Čech (Českokrumlovsko a Kaplicko), odstoupené Československem na základě Mnichovské dohody. Na základě zákona „o členění sudetoněmeckých území“ pak byly tyto oblasti k 15. dubnu 1939 k Hornímu Podunají administrativně připojeny. Zemské hejtmanství Horní Podunají přestalo existovat k 1. květnu 1939, kdy bylo přeměněno v říšskou župu Horní Podunají.